# Bottanuco
Bottanuco es un municipio de la provincia de Bérgamo en la región italiana de la Lombardía. Localizada aproximadamente a 35 km al noreste de Milán y a 14 km al suroeste de Bérgamo. A fecha de 31 de diciembre de 2004 albergaba a una población de 4.874 habitantes en un área de 5,7 km².
Estudios recientes indican que los etruscos fueron los primeros habitantes del territorio, aunque no se pudo llegar a ninguna conclusión que logrará apoyar esta hipótesis. Los primeros asentamientos permanentes se produjeron en la época romana, cuando los conquistadores crearon un Vicus construido en la división territorial denominada: «Pagus Fortunensis».
En este periodo histórico, este municipio, así como toda la zona de la isla, se vio afectada por la intervención militar y por un comercio significativo, que dio inicio a una importante labor de centurisación. Es posible ver el diseño de las dos principales calles de la ciudad organizadas perpendiculares entre sí. Estas corresponden a la ruta actual a través de la Vía Trento y la Vía Messi, acompañadas de otras carreteras secundarias.
Con la caída del Imperio Romano, Bottanuco fue objeto de las invasiones bárbaras, que saquearon y aterrorizaron la población. En el siglo VI la situación política se estabiliza gracias a la llegada de los Lombardos, cuya presencia se pone de manifiesto en los resultados obtenidos en varios estudios realizados, entre los que se destacan un par de grabados en piedra con el nombre de Senoald, probablemente un antiguo habitante constructor de ladrillos (con un monopolio regional) a los que le aplicaba su nombre.
Posteriormente el territorio fue invadido por los francos, los cuales destituyeron el Santo Imperio Romano y dieron vida al feudalismo. Este es el período que data los primeros documentos escritos, que demuestran su existencia: en el 879 se menciona la localidad de Masatica (actualmente incorporada a este municipio), en el 980 recibe el nombre de Bottanuco y en 1180 se crea la fracción Cerro.
Las tierras fueron inicialmente dadas al obispo de Bérgamo, y colocadas bajo la protección de Pieve di Terno. Comenzó un período de profunda inestabilidad provocada por las numerosas batallas primero entre los Guelfi y Gibelinos, después entre los ejércitos de Milán y Venecia, ambos buscaban obtener una posición dominante en este ámbito, localizado dentro de las fronteras territoriales de las distintas entidades políticas. A causa de estos eventos se comenzaron a construir numerosas fortificaciones, torres y muros, incluyendo un castillo (del cual no queda rastro) que los Suardi dieron años más tarde a la familia Visconti.
La situación política se estabilizó en 1428 con la anexión de Bottanuco a la República de Venecia, la cual cedió una parte de las tierras del país a la familia del líder Bartolomeo Colleoni. 
La serenísima República, trató de mejorar la condición social y económica de la población, hasta entonces sometidos a una dura prueba debido a las luchas, como son: el hambre y la pestilencia, tanto que la isla se llamaba «el triángulo del hambre». En este sentido es muy clara la descripción escrita en un documento de la época:
«Qui non vi sono trafichi nè mercantie, le persone sono povere lavoradori da terre et bracenti, quali non raccogliono a pena grani per il loro vivere; et questi non hanno alcun privileggio ma sottoposti a tutte le gravezze et a datii...»
Después de los venecianos (en 1797) tomó el poder la República Cisalpine, pronto sustituida, en 1815, por los austriacos, que integraron este municipio al Reino Lombardo-Veneto. En esos años, nació y vivió en Bottanuco Giovanni Finazzi María, conocido historiador y arqueólogo.
Con la unificación de Italia (1859), se produjo el primer proceso de industrialización, lo que condujo a una mejora significativa de las condiciones de vida de los habitantes.
Bottanuco hace frontera con las siguientes localidades: Capriate San Gervasio, Chignolo d’Isola, Cornate d’Adda, Filago, Madone, Suisio y Trezzo sull’Adda. 

## Evolución demográfica
| Gráfica de evolución demográfica de Bottanuco entre 1861 y 2001 |
|                                                                 |
| Fuente ISTAT - elaboración gráfica de Wikipedia                 |

- Datos: Q99981
- Multimedia: Bottanuco / Q99981

1. ↑  Worldpostalcodes.org, código postal n.º 24040.
2. ↑  «Codici Catastali». Comuni-italiani.it (en italiano). Consultado el 29 de abril de 2017.